# Козлов, Игорь Александрович (скульптор)
И́горь Алекса́ндрович Козло́в (10 февраля 1952, Москва — 26 ноября 2012, Москва) — российский скульптор, заслуженный художник Российской Федерации (2000), член-корреспондент Российской академии художеств.

## Биография
В 1982 году с отличием окончил Московский государственный художественный институт имени В. И. Сурикова (мастерская М. Ф. Бабурина). С 1976 года участвовал во всесоюзных и республиканских художественных выставках. Создавал художественные образы как в станковой, так и в монументальной скульптуре; работал в бронзе и дереве, граните и мраморе, многих других материалах.
Неоднократно избирался членом Скульптурной комиссии Союза художников России, являлся членом Художественного совета при главном художнике города Москвы.
Скончался на 61 году жизни, после тяжелой продолжительной болезни. Похоронен на Троекуровском кладбище Москвы.
Сын - музыкант и актёр Александр Козлов.

## Творчество
Работал над воссозданием четырёх больших многофигурных композиций скульптурного убранства фасада Кафедрального соборного храма Христа Спасителя в Москве. Автор многих памятников, посвященных павшим в Великой Отечественной войне, мемориальной пластики, монументально-декоративных произведений, скульптуры малых форм. Его станковые произведения представлены в собраниях музеев России, в том числе в Государственной Третьяковской галерее, в государственных и частных коллекциях многих зарубежных стран.
В основном сюжеты произведений И. А. Козлова связаны с современностью, однако он обращался и к библейской тематике (композиции «Св. Пётр», «Спас в темнице», «Каин и Авель»). Высоким профессионализмом и прекрасным чувством материала отличаются созданные скульптором станковые композиции и портреты: «Чайка», «Обнажённая», «Дождик», «Сон», серии «Лики Ареса» и др. В области монументальной пластики известны такие работы И. А. Козлова, как памятник учёному-энциклопедисту К. Ф. Фуксу (1996, Московская ул. в Казани, дом 58/5), памятник воинам, отстоявшим мир и свободу в борьбе с фашизмом (2006, Екатерининский сквер, Москва), мемориальные доски лётчику-испытателю М. Л. Галлаю (2006, ул. Спиридоновка в Москве, дом 9/2), авиаконструктору А. С. Яковлеву (2006, Ленинградский проспект в Москве, дом 71), конструктору ракетно-космических систем В. П. Глушко (2008, Кудринская площадь в Москве, дом 1) и др.

## Награды и премии
- Почётное звание Заслуженный художник Российской Федерации (2000) — за большой вклад в сохранение и восстановление памятников культуры и архитектуры города Москвы[7]
- Премия Ленинского комсомола (1987)
- Серебряная медаль Российской академии художеств (1986)[1]